# Битва при Кортенуова
Битва при Кортенуова — сражение 27—28 ноября 1237 года между войсками императора Фридриха II и силами Второй Ломбардской лиги в ходе борьбы гвельфов и гибеллинов. Считается одной из самых масштабных и кровопролитных битв европейского средневековья.

## Начало войны
Война началась в 1236 году после отказа городов Северной Италии распустить лигу, признать права императора и предоставить войска для крестового похода.
Тактика итальянцев состояла в том, чтобы, уклоняясь от сражения, путём маневрирования препятствовать осадам городов и крепостей имперскими войсками. В местности, прорезанной многочисленными реками и каналами, подобный метод вначале имел некоторый успех.

## Кампания 1237 года
В 1237 году Фридрих направился в Германию, и в августе вернулся оттуда через Бреннер с отрядом из 2 000 рыцарей, половина из которых принадлежала к Тевтонскому ордену. В Вероне к нему присоединились отряды гибеллинов Северной Италии во главе с Эццелино III да Романо, и войско Габоарда Арнштейна из Тосканы. Из Апулии подошло несколько тысяч сарацинских лучников и сицилийских рыцарей. Имперцы двинулись к Мантуе, и этот город удалось убедить покинуть лигу и признать власть императора. Из Мантуи Фридрих выступил на Брешию. По пути он на две недели задержался для осады крепости Монтикьяри, и это промедление позволило лиге собрать войска. Во главе армии ломбардцев стоял подеста Милана Пьетро Тьеполо, сын дожа Венеции.
Брешиа была сильно укреплена, а потому имперцы ограничились опустошением прилегающей местности. Войско лиги, выступившее на помощь Брешии, заняло позицию неподалеку, при Манербио, прикрывшись реками, каналами и болотом. Переговоры между сторонами, начатые по требованию папы Григория IX, ни к чему не привели.
Простояв две недели, император в конце ноября распустил по домам итальянские контингенты, ослабив свою армию, по меньшей мере, на треть, а затем направился на запад, к Кремоне на зимние квартиры. 23 ноября его войска перешли Ольо. Ломбардцы посчитали свою задачу выполненной и также начали отступление на Милан и Крему. Поскольку прямой путь на Милан отдалил бы их от места переправы Фридриха через Ольо на расстояние всего одного перехода, войска лиги отклонились на север ещё на один день пути, и почти достигли подножия Альп. Они расположились на отдых у деревни Кортенуова в области Бергамо.
Бергамские союзники императора, наблюдавшие за переправой ломбардцев через Ольо, сразу же по её завершении подали условленный дымовой сигнал. Имперцы, находившиеся в 18 километрах, немедленно двинулись вверх по реке на перехват противника, а бергамское ополчение должно было отрезать ломбардцам путь отхода. Притворное отступление Фридриха от Брешии оказалось ловушкой, и армия лиги была зажата в клещи.

## Битва
Войскам Фридриха пришлось покрыть значительное расстояние, а потому сражение началось только вечером 27-го. Авангард ломбардцев был смят атакой рыцарей, часть их войска обратилась в бегство, остальные, во главе с Тьеполо, заняли оборону вокруг карроччо, прикрытого рвом или каналом. Взять эту позицию штурмом рыцари не могли, и тут, по мнению исследователей, в дело должны были вступить сарацинские лучники, чтобы массированным обстрелом расчистить путь кавалерии. Насколько эффективными были их действия, из источников неясно, но очевидно, что до наступления темноты успеха добиться не удалось.
Стало ясно, что утром бой придется возобновить, и император приказал рыцарям отдыхать, не снимая доспехов. Ломбардцы, однако, не стали дожидаться рассвета, и постепенно все обратились в бегство, бросив карроччо и захватив с собой лишь крест, отломанный от древка знамени, да и тот в спешке выронили, и он достался имперцам в числе прочих трофеев. Много ломбардцев было убито и утонуло в реке, вздувшейся от дождей, а также было взято в плен в ходе преследования.
Разгром войска лиги был полным; ломбардцы потеряли несколько тысяч убитыми (только миланцы 2,5 тысячи), до пяти тысяч было взято в плен, в их числе Пьетро Тьеполо.
Численность войск, участвовавших в сражении, установить непросто. Как полагают, имперская армия состояла примерно из 10 тысяч человек (такую цифру, в частности, приводит Пьер делла Винья), а войско лиги могло достигать 15 тысяч.

## Результаты
В ходе преследования передовые части имперцев оказались в 25 километрах от Милана, который в тот момент был беззащитен. Император, однако, не развил достигнутый успех, полагая, что с уничтожением войска лиги организованное сопротивление прекратится и Северная Италия сама упадет ему в руки.
1 декабря Фридрих с триумфом въехал в Кремону. В захваченный карроччо впрягли слона, а к самой знамённой повозке был прикован Тьеполо. Затем, по словам Джованни Виллани, миланского предводителя отправили в заключение в Апулию, а позднее он «был повешен в Трани на высокой башне у берега моря»; прочие знатные пленники «погибли под пытками или в мрачных застенках». Карроччо был отправлен в Рим, где колесница заняла почётное место в Капитолии, как символ имперского могущества, и в качестве намека римскому папе.
Политические результаты были не столь впечатляющими. Позиции гибеллинов на севере временно укрепились. Лоди, Новара, Верчелли, Кьери и Савона перешли на сторону императора, но города, составлявшие ядро Второй Ломбардской лиги — Милан, Алессандрия, Брешиа, Пьяченца, Болонья и Фаэнца — отказались сложить оружие. Милан, правда, предложил Фридриху начать переговоры, и согласился принять имперского чиновника в качестве верховного судьи, но на высокомерное требование безоговорочной капитуляции ответил отказом. Миланские представители заявили, что лучше умереть с оружием в руках, чем стать жертвами императорского произвола, и прервали переговоры.
Весной 1238 года, собрав огромную армию (в её составе был даже союзный контингент, присланный египетским султаном) император всё же не решился наступать на Милан, а предпринятая им осада Брешии была неудачной. В следующем году ломбардцы получили влиятельного союзника в лице папы Григория IX, отлучившего императора от церкви, после чего война приняла перманентный характер, распространившись на Среднюю Италию и продлившись до самого анжуйского завоевания и гибели династии Штауфенов.